# Los Laureles (estación)
La estación sencilla Los Laureles hará parte del sistema de transporte masivo de Bogotá llamado TransMilenio inaugurado en el año 2000.

## Ubicación
La estación está ubicada en el sur de la ciudad, más específicamente sobre la Avenida Ciudad de Cali con carrera 80J. Se accederá a ella a través de un cruce peatonal semaforizado ubicado sobre la carrera 80J.
Atenderá la demanda de los barrios Gran Colombiano, Los Laureles, San Bernardino y sus alrededores. En las cercanías se encuentra el parque zonal La Esperanza.

## Origen del nombre
La estación recibe su nombre del barrio ubicado al costado suroriental. Además, para la asignación del nombre se contó con la participación de la comunidad, quienes sugirieron como esperaban que fuera nombrada.

## Historia
El 15 de octubre de 2020, se adjudicó la construcción de la Troncal Avenida Ciudad de Cali. La troncal contará con 6 nuevas estaciones.

## Servicios de la estación

### Esquema
| ← Sur       |               |               |            |
| Carrera 80J | sin servicios | sin servicios | Carrera 81 |
|             | Vagón 1       | Vagón 2       |            |
| Carrera 80J | sin servicios | sin servicios | Carrera 81 |
| Norte →     |               |               |            |

### Servicios urbanos
Así mismo funcionan las siguientes rutas urbanas del SITP en los costados externos a la estación, circulando por los carriles de tráfico mixto sobre la Avenida Ciudad de Cali, con posibilidad de trasbordo usando la tarjeta TuLlave:
| Código | Sector                 | Dirección          | Rutas                                |
| ------ | ---------------------- | ------------------ | ------------------------------------ |
| 150A09 | G Br. Grancolombiano I | CL 75 Sur - KR 80M | 10-3A535 99 120 544A 580 599 C15 C29 |
| 151A08 | G Br. Los Laureles     | CL 75 Sur - KR 80M | G535 99 120 544A 580 599 927 C15 C29 |

## Ubicación geográfica
| Noroeste: Bosa                   | Norte: Bosa | Nordeste: F Islandia |
| Oeste: Bosa                      |             | Este: Bosa           |
| Suroeste: F Tibanica – Primavera | Sur: Bosa   | Sureste: Bosa        |